# Jonathan Clements
Jonathan Clements (nascido em 9 de Julho de 1971) é um escritor e roteirista britânico. 
Seus trabalhos incluem biografias de Confúcio, Koxinga e Qin Shihuang (o primeiro imperador chinês). Ele também é co-autor de enciclopédias de anime e dramas japoneses de televisão.